# Lieke Klaus
Lieke Hermina Johanna Klaus (nascida em 28 de outubro de 1989) é uma esportista holandesa que compete em ciclismo na modalidade de BMX, conquistando uma medalha de ouro no Campeonato Europeu de BMX em 2010. Representou os Países Baixos nos Jogos Olímpicos de Verão de 2008 em Pequim, competindo na prova de BMX feminino.

## Palmarés internacional
| Campeonato Europeu | Campeonato Europeu | Campeonato Europeu | Campeonato Europeu |
| Ano                | Local              | Medalha            | Competição         |
| ------------------ | ------------------ | ------------------ | ------------------ |
| 2010               | Sandnes ( Noruega) | 1                  | Corrida            |